# Siniša Mihajlović
Siniša Mihajlović (em sérvio cirílico, Синиша Михајловић; Vukovar, 20 de fevereiro de 1969 – Roma, 16 de dezembro de 2022) foi um futebolista e treinador sérvio nascido na atual Croácia.
Como jogador, Mihajlović jogou como zagueiro ou meio-campista. Ele venceu a Copa da Europa com o Estrela Vermelha em 1991 e jogou a maior parte de sua carreira na Série A italiana, fazendo 353 partidas pela Roma, Sampdoria, Lazio e Internazionale. Era bastante conhecido por ser um exímio cobrador de faltas e pênaltis. Divide o recorde de gols marcados em cobranças de falta no Campeonato Italiano de Futebol com Andrea Pirlo, 28. Incluindo um hat-trick feito somente em cobranças de falta em 1998.
Atuou pela Iugoslávia entre 1991 e 2003, com 63 partidas e 9 gols marcados, tendo jogado a Copa do Mundo de 1998 e a Eurocopa 2000.
Mihajlović deixou de jogar em 2006, tornando-se assistente técnico da Internazionale. Ele comandou seis clubes da Serie A de 2008 a 2022 e também foi o técnico da seleção nacional de futebol da Sérvia de maio de 2012 a novembro de 2013.
Mihajlović faleceu aos 53 anos, em decorrência de uma leucemia.

## Jogador
Mihajlović nasceu em um casamento misto, filho de pai sérvio e mãe croata, o casal registado como iugoslavos. Ele poderia ter jogado tanto pela Croácia ou pela então  Iugoslávia pós-guerras, optando por esta por sentir-se mais sérvio devido à sua religião (cristã ortodoxa). Ele era parte da geração de ouro de jogadores iugoslavos que ganhou o Campeonato Mundial de Futebol Sub-20 no Chile em 1987, mas não foi selecionado para a equipe que se deslocou para o torneio, não sendo chamado também para a Copa do Mundo FIFA de 1990.
Mihajlović jogou no NK Borovo (1986-1988), Vojvodina Novi Sad (1988-91), Estrela Vermelha de Belgrado (1991-92), Roma (1992-94), Sampdoria (1994-98), Lazio (1998-2004). No Verão de 2004, ele foi liberado pela Lazio e juntou-se a seu amigo Roberto Mancini na Inter de Milão, em uma transferência gratuita, já em fim de carreira.
Provavelmente, o seu maior sucesso a nível clube é ganhar o Campeonato Europeu na temporada 1990/91 com o Estrela Vermelha, derrotando o Olympique Marselha nas penalidades, após um 0-0 no tempo normal, com Mihajlović marcando na sua cobrança. Nas semifinais contra o Bayern Munique, em Belgrado, já marcara de voleio. Mihajlović ao final daquele ano conquistaria também o Mundial Interclubes, sobre o Colo Colo do Chile.
Mihajlović também é um dos cinco jogadores a terem marcado gols pró e contra em Copas, sendo os outros Ernie Brandts, Ruud Krol, Gustavo Peña e Mario Mandžukić este sendo o primeiro e único a ter feito isso em uma final.

## Treinador
Após encerrar a carreira de jogador, iniciou a de treinador na própria Internazionale em 2006 como assistente de Roberto Mancini. Em 2008 assumiu o comando do Bologna, passando por Catania e Fiorentina.
Em 21 de junho de 2012 tornou-se o treinador da Seleção Sérvia de Futebol.
No verão de 2018 foi contratado por Bruno de Carvalho presidente do Sporting mas, quando este foi destituído, foi logo despedido. Após a destituição de Bruno de Carvalho da presidência do Sporting, a Comissão de Gestão que tinha Sousa Cintra à frente, decidiu despedir o treinador sérvio Sinisa Mihajlovic para contratar José Peseiro. A decisão foi tomada a 27 de Junho de 2018, ou seja, quatro dias antes da entrada em vigor do período experimental do contrato que está previsto na Lei. Os serviços jurídicos do Sporting desaconselharam o despedimento, alegando que o contrato só entrava em vigor a 1 de Julho, mas mesmo assim a Comissão de Gestão precipitou a rescisão. O Sporting foi condenado pelo Tribunal Arbitral do Desporto a pagar uma indemnização de 3 milhões de euros.
Em 29 de janeiro de 2019, voltou a treinar o Bologna e livrou o clube da queda para a Série B italiana na última rodada.

## Morte
Mihajlović morreu em 16 de dezembro de 2022 em Roma, aos 53 anos de idade, em decorrência da leucemia.

### Estatísticas como treinador
| Clube      | Jogos | Vitórias | Empates | Derrotas | Aproveitamento |
| ---------- | ----- | -------- | ------- | -------- | -------------- |
| Bologna    | 22    | 7        | 8       | 7        | 43,93%         |
| Catania    | 25    | 12       | 9       | 4        | 60,0%          |
| Fiorentina | 52    | 18       | 18      | 16       | 46,15%         |
| Sérvia     | 19    | 7        | 4       | 8        | 43,86%         |
| Sampdoria  | 68    | 26       | 23      | 19       | 49,51%         |
| Milan      | 38    | 19       | 10      | 9        | 58,77%         |
| Torino     | 63    | 23       | 23      | 17       | 36,51%         |
| Sporting   | 0     | 0        | 0       | 0        | 0%             |
| Bologna    | 120   | 41       | 30      | 49       | 42,5%          |

## Títulos
Vojvodina
- Campeonato Iugoslavo: 1988–89

Red Star Belgrade
- Campeonato Iugoslavo: 1990–91, 1991–92
- European Cup: 1990–91
- Intercontinental Cup: 1991

Lazio
- Serie A: 1999–2000
- Coppa Italia: 1999–2000, 2003–04
- Supercoppa Italiana: 1998, 2000
- Taça das Taças: 1998–99
- UEFA Super Cup: 1999

Internazionale
- Serie A: 2005–06
- Coppa Italia: 2004–05, 2005–06
- Supercoppa Italiana: 2005

Yugoslavia U21
- UEFA European Under-21 Championship runner-up: 1990

Individual
- ESM Team of the Year: 1998–99, 1999–2000[carece de fontes?]
- FR Yugoslavia player of the Year: 1999

### Treinador
Individual
- Serbian Coach of the Year: 2019
- Gazzetta Sport Legend Award: 2019
- Serie A Coach of the Month: April 2022[7]